# Predator: Concrete Jungle
Predator: Concrete Jungle è un videogioco d'azione-avventura commercializzato nel 2005 per le console PlayStation 2 e Xbox. Nel gioco il giocatore controlla un Predator caduto nel disonore che deve redimersi uccidendo gli umani che hanno rubato la sua tecnologia. Il gioco ha questo nome grazie ad una serie di fumetti dallo stesso nome della Dark Horse Comics.

## Trama
Il gioco inizia nel 1930 a New Way City. Il giocatore controlla un Predator che insegue e uccide il boss della mafia Bruno Borgia. La moglie di Bruno, Isabella spara ad un occhio del Predator, causando lo spargimento del suo sangue su di lei e sul suo figlio neonato Hunter. Con un occhio solo, il Predator è costretto ad una fuga precipitosa, lasciando dietro di sé parte del suo equipaggiamento. Tenta di raggiungere la sua astronave, ma un'esplosione causata da dei rivoltosi, lo incapacita. Attiva quindi l'autodistruzione della sua nave, per salvare l'onore e uccidersi, ma non muore. Diffamato dalla sconfitta e aver esposto la sua razza all'umanità, il Predator è esiliato dal suo clan su di un pianeta abitato da creature aliene ostili.
Cento anni dopo, nel 2030 al Predator, ora chiamato "Scarface", viene offerta la possibilità di redenzione. Gli umani hanno usato e riprodotto la tecnologia che si era lasciato indietro e usata per uccidere altri Predators e per avvantaggiarsi nella guerra tra mafie. Le varie mafie pagano un tributo a Lucretia Borgia, figlia di Hunter e nipote di Bruno. Scarface deve combattere la mafia per recuperare la tecnologia Predator. Il giocatore avanza nel gioco e vivendo in vari episodi della storia sia nel 2030 sia nel 1930, rivisitando la caccia di Scarface su Bruno.
Viene rivelato che la MOTHER, il computer che controlla New Way City nel 2030, è Isabella, tenuta in vita sin dal 1930 dal sangue di Scarface. Suo figlio Hunter è stato manipolato geneticamente ed è divenuto un ibrido a tratti umano e Predator. La battaglia finale avviene tra Scarface e Hunter, con la vittoria di Scarface che prende la testa di Hunter come trofeo. Scarface viene quindi riaccettato dal suo clan.

## Extra
Il gioco contiene numerose missioni bonus in cui il giocatore può recuperare costumi, armi ed incrementare la vita e l'energia nel gioco.
Predator: Concrete Jungle contiene vari riferimenti a film della serie Alien, Predator, e Alien vs. Predator. Ad esempio Hunter menziona a Lucretia che conosce Charles Bishop Weyland "prima di scomparire"; Weyland appare nel film Alien vs. Predator (2004) comandando una spedizione in Antartide, dove venne ucciso da un Predator. Viene anche menzionata la corporazione Yutani, riferimento alla corporazione Weyland-Yutani nei film Alien. MOTHER, il nome del computer che controlla New Way City nel 2030, è anche il nome del computer del Nostromo's computer intelligence in Alien (1979). Altre diverse riferimenti ai franchise dei film appaiono all'interno del gioco, incluso l'apparizione di xenomorfi.

## Accoglienza
La rivista Play Generation lo classificò come il terzo miglior titolo sci-fi più terrorizzante tra quelli disponibili su PlayStation 2.

## Curiosità
- Poiché il sangue di Scarface mutò Hunter, sua figlia Lucretia, paradossalmente potrebbe essere considerata come la nipote del Predator.